# Seweryna Broniszówna

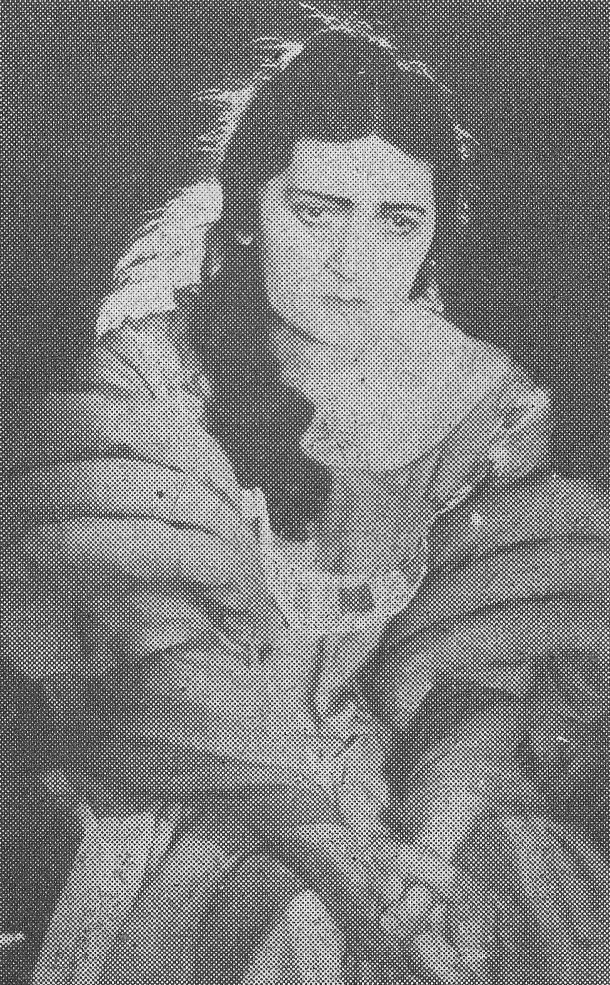
Seweryna Broniszówna w latach 50.

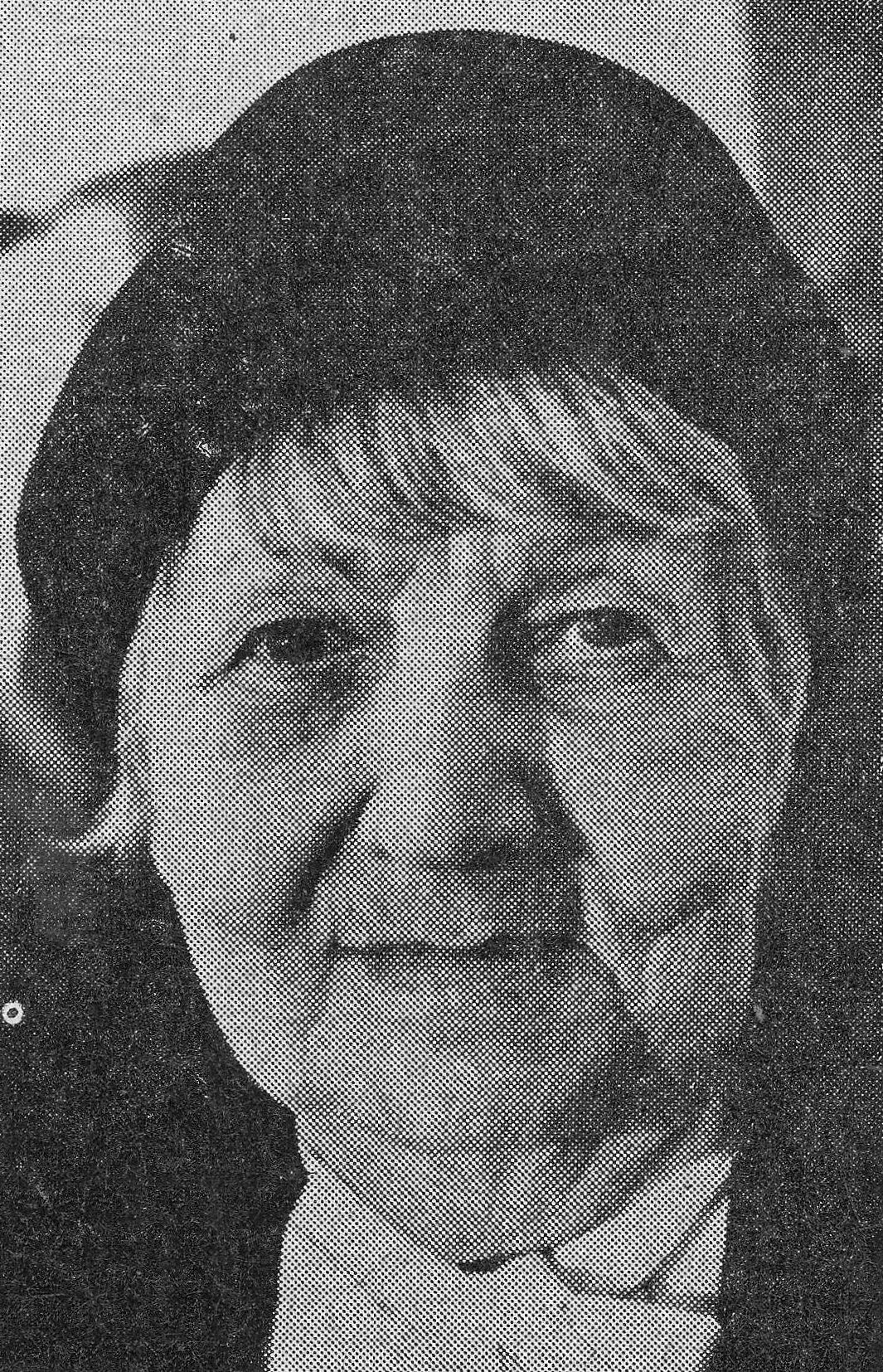
Seweryna Broniszówna ok. 1978

Seweryna Broniszówna, właśc. Chwatówna (ur. 13 lipca 1891 w Warszawie, zm. 28 czerwca 1982 tamże) – polska aktorka teatralna i filmowa pochodzenia żydowskiego. 

## Życiorys
Była córką Mendla Michała Chwata i Rozalii z Kronsilberów, siostrą poety Aleksandra Wata. Ukończyła w 1908 Szkołę Aplikacyjną i otrzymała angaż w Warszawskich Teatrach Rządowych, gdzie grała do sezonu 1909/1910. Następnie przeniosła się do Krakowa, gdzie występowała na scenie Teatru Miejskiego im. Juliusza Słowackiego. Do Warszawy powróciła w 1913 do nowo powstałego Teatru Polskiego. Od sezonu 1926/1927 była aktorką Teatru Narodowego w Warszawie i grała tam do wybuchu wojny. W latach 1932–1935 uczyła gry scenicznej w warszawskim PIST.
W 1945 przystąpiła do trupy Teatru Wojska Polskiego w Łodzi, aby po kilku miesiącach powrócić do Warszawy, gdzie od 1946 do przejścia na emeryturę grała w Teatrze Polskim.
Zmarła w Warszawie, pochowana na cmentarzu Wojskowym na Powązkach (kwatera 32A-tuje-18).

## Filmografia

### Aktorka
- 1978: Spirala – stara kobieta
- 1967: Zbrodnia lorda Artura Savile’a – lady Klementyna, ciotka lorda Artura
- 1938: Gehenna – wróżka
- 1937: Ułan księcia Józefa – żona Komara, była markietanka
- 1937: Niedorajda – ciotka Agata
- 1937: Halka – chrzestna
- 1936: Barbara Radziwiłłówna – czarownica
- 1933: Ostatnia eskapada – cyganka Maura
- 1932: Biała trucizna – żebraczka
- 1929: Szlakiem hańby – Elwira, właścicielka lupanaru
- 1927: Mogiła nieznanego żołnierza – rewolucjonistka na zebraniu
- 1924: Miodowe miesiące z przeszkodami
- 1918: Mężczyzna – zawoalowana dama
- 1913: Obrona Częstochowy – Anna Borzobochata

### Polski dubbing
- 1937: Królewna Śnieżka i siedmiu krasnoludków – wiedźma
- 1955: Cudowna podróż – Akka z Knebekayze
- 1956: O jedno życzenie za wiele (film 1956)|O jedno życzenie za wiele – pani Mint
- 1965–1967: Wojna i pokój – Achrosimowa

### Teatr Telewizji
- 1977: Kremlowskie Kuranty – Żebraczka
- 1967: Ojciec – Margret
- 1967: Eugeniusz Oniegin – Nina
- 1966: Dom kobiet – Babka
- 1962: Dwa teatry – Matka
- 1962: Dom pod Oświęcimiem – Franciszka
- 1958: Zawieja

## Ordery i odznaczenia
- Krzyż Komandorski Orderu Odrodzenia Polski[4]
- Krzyż Oficerski Orderu Odrodzenia Polski (22 lipca 1952)[5]
- Złoty Krzyż Zasługi (dwukrotnie: 25 czerwca 1946[6], 13 listopada 1953[7])
- Medal 10-lecia Polski Ludowej (19 stycznia 1955)[8]
- Odznaka 1000-lecia Państwa Polskiego (1967)[9]
- Odznaka „Zasłużony Działacz Kultury” (1976)
- Złota Odznaka honorowa „Za Zasługi dla Warszawy” (17 stycznia 1963)[10]
- Odznaka "Zasłużony dla Teatru Polskiego" (1976)[11]

## Nagrody
- Państwowa Nagroda Artystyczna III stopnia (zespołowa) za rolę Matki w sztuce Sprawa Pawła Eszteraga Sandora Gergelyego w Państwowym Teatrze Kameralnym w Warszawie (1950)[12]
- Nagroda m. st. Warszawy za rok 1977[1]